# انتخابات مجلس سوریه (۲۰۰۷)
انتخابات مجلس سوریه در ۲۲ آوریل ۲۰۰۷ برگزار شد که نهمین انتخابات مجلس خلق پس از به قدرت رسیدن حکومت بعث و دومین انتخابات مجلس در زمان ریاست‌جمهوری بشار اسد بود. در این انتخابات طبق رویه‌های پیشین، جبهه ملی مترقی بیشینهٔ کرسی‌های مجلس را از آن خود کرد؛ کرسی‌های این حزب از ۱۶۷ به ۱۶۹ رسید اما کرسی‌های نمایندگان مستقل از ۸۳ به ۸۱ کرسی کاهش یافت.

## انتخابات
از میان ۷٬۴۰۸٬۴۵۶ واجد شرایط ۴٬۱۵۷٬۶۲۶ نفر در انتخابات مجلس شرکت کردند که ۵۶٫۱۲٪ از کل واجدان شرایط را تشکیل داده بودند. در این انتخابات ۲۱۸ مرد و ۳۲ زن عضو مجلس شدند که از این میان ۱۷۸ عضو جدید بود و ۷۲ تن نیز عضویت خود را حفظ کردند.
| استان    | کرسی‌ها | درصد  |
| -------- | ------ | ----- |
| دمشق     | ۲۹     | ۱۱٫۶٪ |
| ریف دمشق | ۱۹     | ۷٫۶٪  |
| قنیطره   | ۵      | ۲٪    |
| درعا     | ۱۰     | ۴٪    |
| سویدا    | ۶      | ۲٫۴٪  |
| حمص      | ۲۳     | ۹٫۲٪  |
| طرطوس    | ۱۳     | ۵٫۲٪  |
| لاذقیه   | ۱۷     | ۶٫۸٪  |
| حماة     | ۲۲     | ۸٫۸٪  |
| ادلب     | ۱۸     | ۷٫۲٪  |
| حلب      | ۵۲     | ۲۰٫۸٪ |
| رقه      | ۸      | ۳٫۲٪  |
| دیرالزور | ۱۴     | ۵٫۶٪  |
| حسکه     | ۱۴     | ۵٫۶٪  |

### آمار نمایندگان پیروز حزب‌ها
| حزب | تعداد کرسی‌ها |
| --- | ------------ |
| حزب بعث | ۱۳۴          |
| مستقل‌ها | ۸۱           |
| حزب‌های جبهه ملی مترقی: (بدون احتساب حزب بعث) - حزب کمونیست سوریه - حزب وحدت‌گرای سوسیالیست - حزب سوری قومی اجتماعی - خیزش سوسیالیستی عرب - اتحادگرایان سوسیالیست - حزب وحدت‌گرایان سوسیال دموکرات - حزب وحدت‌گرای عربی دموکرات | ۳۵           |
| مجموع | ۲۵۰          |